# Патрульні катери проєкту 03160
Патрульні катери проєкту 03160 «Раптор» — серія російських швидкохідних патрульних катерів прибережної зони.
Найбільш швидкісні морські судна, що стоять на озброєнні ВМФ Росії. Проєкт розроблений в КБ АТ «Ленінградський суднобудівний завод „Пелла“» за завданням ВМФ Росії. Будівництво катерів ведеться на верфі «Пелла» в місті Відрадному Ленінградської області.
Через велику схожість зовнішнього вигляду, катери проєкту можна переплутати з іншими транспортно-десантними катерами проєкту 02510 типу «БК-16», розробленими у концерні «Калашников», і виробленими на «Рибінскій верфі». В основі обох проєктів лежать швидкісні катери CB90.
В ході російсько-української війни катерам цього типу дісталась честь стати першими надводними військовими суднами успішно ураженими безпілотними літальними апаратами під час бойових дій.

## Призначення
Катери призначені для роботи в прибережній зоні морів, проток і гирлах річок в світлий і темний час доби при максимальному віддаленні до 100 миль від пункту базування (місця притулку). Також вони можуть входити до складу великого десантного корабля або універсального десантного корабля, розташовуючись в док-камері або на борту.
Основні завдання:
- патрулювання акваторії;
- сприяння силам ПС ФСБ Росії по охороні державної кордону Росії;
- оборона пунктів базування ВМФ;
- забезпечення безпеки суден на відкритих рейдах;
- виявлення, перехоплення і затримання малих цілей;
- швидкісна доставка груп (до 20 осіб) з озброєнням, спорядженням та обладнанням;
- забезпечення дій підрозділів спецпризначення;
- порятунок людей у районах несення чергування;
- здійснення пошуково-рятувальних робіт.

На базі основного проєкту був розроблений медико-евакуаційний катер.

## Конструкція
Рубка з двома робочими місцями екіпажу та органами управління зміщена до носової частини катери, вона має броньовий захист класів 5 і 5а, ілюмінатори виконані з кулестійкого скла товщиною 39 мм.
Десантне відділення розташоване за рубкою. Для висадки/посадки групи використовуються верхні і задні люки десантного відсіку або прохід від носової апарелі через рубку. Також для висадки десанту на берег може використовуватися носова апарель.
При можливому затопленні одного з відсіків він блокується водо-газонепроникними дверима, що дозволяє запобігти потраплянню води в інші відсіки та подальшого затоплення катера.
Екіпаж — 2 людини, кількість десанту — 20 осіб.
Машинне відділення розміщене в кормовій частині судна, згідно інформації виробника, воно укомплектоване двома американськими турбодизелями CATERPILLAR C18 ACERT E-rating (1150 л. с. при 2300 об/хв, робочим об'ємом 18,1 літра, конфігурація блоку циліндрів — L6), далі йде механізм зчеплення, так звана муфта, за муфтою зчеплення слідує валолінія на водометні рушії англійського виробництва Rolls-Royce Kamewa 36A3 HS. Особливістю цих водометних рушіїв є можливість роботи при частковому заповненні каналу водоводу, що дає можливість маневрування при великих кренах корпусу судна, обсяг цього водоводу становить 170 літрів, відповідно до специфікації виробника.

### Тактико-технічні характеристики
- Довжина: 16,9 м (найбільша)
- Ширина: 4,1 м (найбільша)
- Висота: 3,6 м
- Осадка: 0,9 м
- Вага: 8 т (порожнього)
- Водотоннажність: 23,0 т (повне)

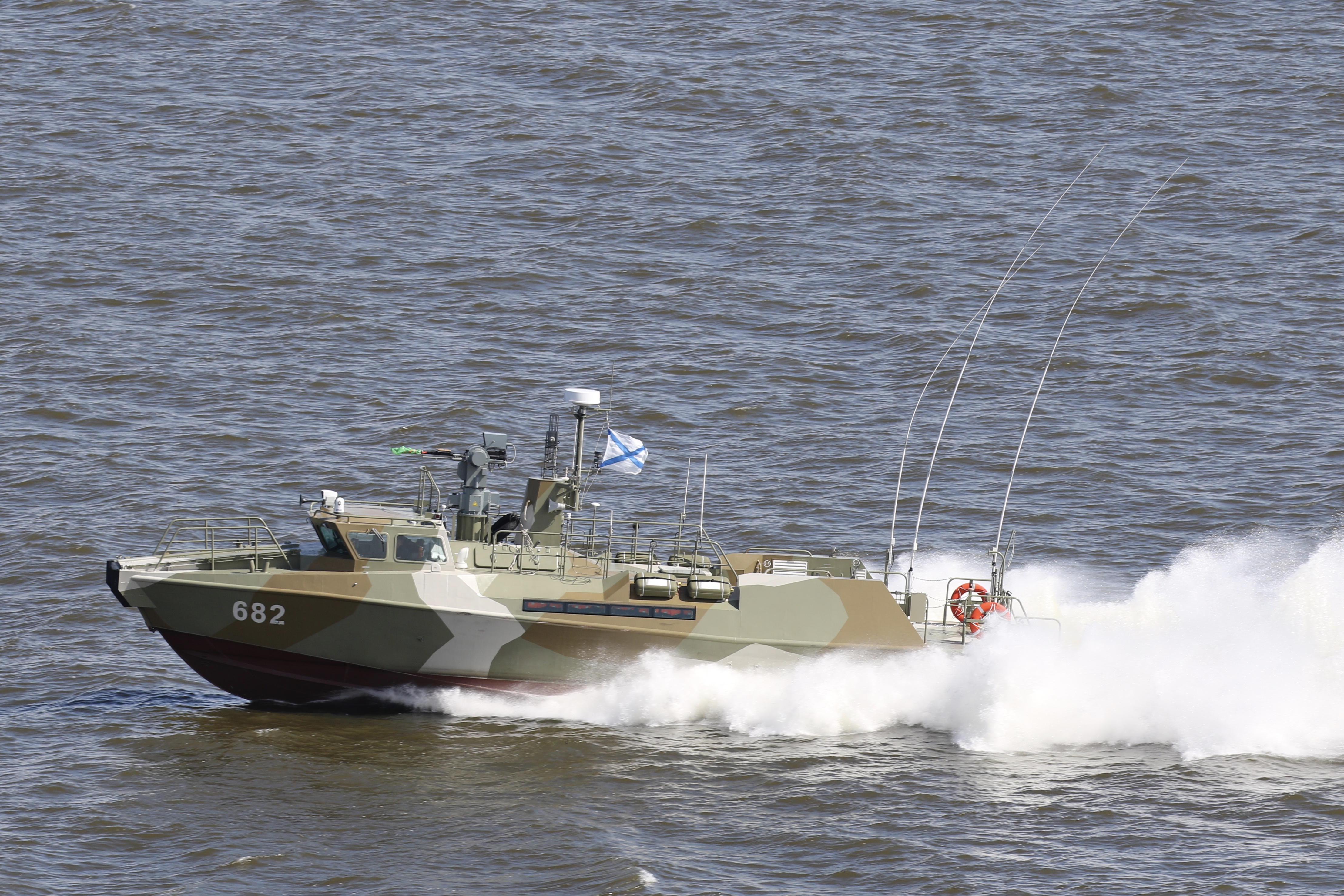
П-280, 10 червня 2016 року

- Морехідність: Катер здатний рухатися на будь-яких курсових кутах при хвилюванні до 5 балів включно.
- Дальність плавання: 300 миль (економічним ходом)
- Швидкість ходу: 48 вузлів (повна) — 88 км/год
  - 28 вузлів при висоті хвилі 2,5 м
  - 20 вузлів при висоті хвилі 4,5 м
- Силова установка: два дизельних двигуни CAT C18 ACERT потужністю 1150 к. с. (847 кВт) при 2300 об/хв[8].
- Сумарна потужність: 2300 к. с. (1694 кВт)
- Рушій: два алюмінієвих водометних рушії Rolls-Royce Kamewa 36A3 англійського виробництва (діаметр імпелера 360 мм)[9].

### Озброєння
- Один бойовий модуль «Управа-Корд» складається з кулемета «КПВТ» калібру 14,5 мм, гіростабілізуючого оптико-електронного модуля (ГОЕМ) і системи управління вогнем. БДМ «Управа-Корд» здатний виявляти цілі на тлі перешкод, прораховувати траєкторію руху цілі і коригувати вогонь з урахуванням поправки на зовнішні чинники. Дальність виявлення цілей складає 3 км, а прицільна дальність стрільби — 2 км. Розробка ВАТ «НВО „Карат“».
- Два кулемети «Печеніг» калібру 7,62 мм на вертлюжних установках побортно.

## Будівництво

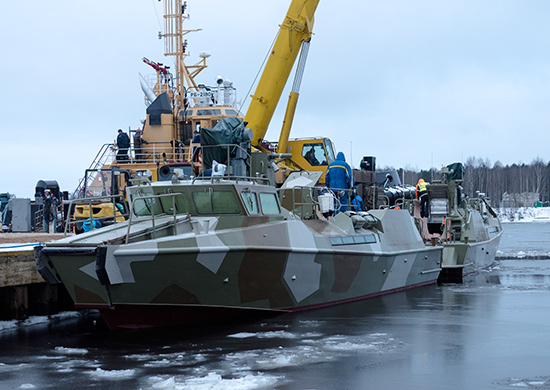
Спуск на воду двох катерів (будівельні номери 709 і 710)

Головний катер проєкту «П-274» (заводський № 701) спущено на воду 15 серпня 2013 року, і до 27 серпня швартові випробування були завершені.
30 червня 2014 року стало відомо, що підписаний контракт між заводом «Пелла» і МО РФ на будівництво катерів проєкту 03160 «Раптор», за яким завод зобов'язався поставити 4 катери в 2014 році, і 4 катери в 2015 році.
Другий серійний катер «П-275» (заводський № 702) спущений на воду для проведення заводських ходових випробувань 17 червня 2014 року, потім третій серійний «П-276» (заводський № 703). До кінця 2014 року була запланована передача в ВМФ РФ 4 катерів. За фактом були спущені на воду і готові до початку випробувань три катери — «П-275», «П-276» і «П-281». Випробування цих катерів почалися з грудня 2014 року, і 5 березня 2015 року вони були прийняті до складу Чорноморського флоту РФ у загін протидиверсійних сил і засобів Новоросійської ВМБ. 12 червня 2015 року, в День Росії, на них були підняті Андріївські прапори.
Четвертий серійний катер «П-281» (заводський № 704) був спущений на воду в 2014 році. По завершенні випробувань катер був прийнятий державною комісією 25 березня 2015 року. Зарахований до складу Балтійського флоту Росії з базуванням на Кронштадт. З 1 по 5 липня він був представлений на Міжнародному військово-морському салоні в Санкт-Петербурзі.
Ще два патрульних катери приєдналися до ВМФ в кінці листопада 2015 року після завершення ходових, державних і заводських випробувань. Серію з восьми одиниць завершив катер, який був отриманий ВМФ РФ 28 грудня 2015 року.
У травні 2016 року стало відомо, що Міністерство оборони Росії підписало контракт з Ленінградським суднобудівним заводом «Пелла» на постачання до кінця 2018 року більше 10 патрульних катерів проєкту 03160 «Раптор» і рейдових буксирів проєкту 16609 для Військово-Морського Флоту Росії. 15 грудня 2016 року спущено на воду ще два катери, заводські № 709 та № 710, для ВМФ Росії.

## Бойове застосування

### Російсько-українська війна
Катери цього проєкту були використані під час російського вторгнення в Україну 2022 року. Зокрема, в березні 2022 року пара катерів «Раптор» спробувала висадити десант з моря в Маріуполі. Однак, бійці полку «Азов» змогли з другого пострілу з ПТРК «Фагот» підбити один з катерів. Підбитий катер був відбуксований другим в невідомому напрямку.
Вранці 2 травня 2022 року українським Bayraktar TB2 біля острова Зміїний було знищено ще два катери цього проєкту. Відео було поширено Головнокомандувачем ЗСУ Валерієм Залужним.
На обох епізодах всю телеметрію залишено без цензури, що дозволяє точно визначити всі параметри стрільби.
Зокрема по першій цілі, яка знаходилась майже у берега, удар було завдано з дальності 7 км. По другому «Раптору», який вже намагався втекти від удару та встиг відійти на відстань 700 метрів — 6,6 км.
Військово-морські сили України 8 травня опублікували відео знищення ще трьох катерів «Раптор».
Таким чином, станом на 8 травня 2022 року було оприлюднено відео знищення чи пошкодження 6 катерів цього типу (1 з ПТРК + 5 з БПЛА).
25 липня 2022 року на російську військову базу доставили пошкоджений Збройними Силами України під час бойових дій поблизу острова Зміїний в травні протидиверсійний катер П-275. Цей катер приписаний до Новоросійської військово-морської бази у Чорному морі. Судячи з оприлюдненого фото, російський катер має пошкодження по центру корпусу, — між рубкою та кормою з правого борту. Місце пробоїни закрите брезентом.